# Dane Cook
Dane Jeffrey Cook (Boston, 18 maart 1972) is een Amerikaanse acteur en stand-upkomiek. Ondanks zijn komische achtergrond, speelt hij ook serieuze rollen in films, zoals de bedrogen broer Mitch in Dan in Real Life en de door een seriemoordenaar geobsedeerde Mr. Smith in Mr. Brooks.

## Jeugd
Cook is van Ierse en Italiaanse afkomst. Hij heeft één broer en vijf zussen. Cooks vader George werkte eerst op een golfbaan, maar ging vervolgens in ramen en kozijnen in Cambridge, Massachusetts. Cooks moeder Donna was huisvrouw. Cooks beide ouders overleden kort na elkaar aan kanker. Hij werd opgevoed in Arlington, waar hij naar de Arlington High School ging. Na school vertrok Cook naar Hollywood, om daar te werken bij een Burger King.

## Carrière als komiek
In 1994 ging Cook naar New York om carrière te maken als komiek. Tegenwoordig woont hij in Los Angeles. Als komiek maakte Cook de albums Harmful If Swallowed, Retaliation, Vicious Circle, Rough Around The Edges: Live From Madison Square Garden en Isolated Incident. Ook werkte hij bij Comedy Central.

## Plagiaat
Cook wordt door verschillende komieken beschuldigd van plagiaat. Zo zou hij grappen gestolen hebben van onder meer Louis C.K. en Joe Rogan.

## Filmografie
- American Exit (2019)
- 400 Days (2015)
- Planes: Fire & Rescue (2014)
- Planes (2013, stem)
- Answers to Nothing (2011)
- Detention (2011)
- Guns, Girls and Gambling (2011)
- My Best Friend's Girl (2008)
- Dan in Real Life (2007)
- Good Luck Chuck (2007)
- Mr. Brooks (2007)
- Employee of the Month (2006)
- Farce of the Penguins (2006, stem)
- London (2005)
- Waiting... (2005)
- Mr 3000 (2004, stem)
- Torque (2004)
- Stuck on You (2003)
- The Touch (2002)
- L.A.X. (2002)
- Simon Sez (1999)
- Mystery Men (1999)
- Spiral (1999)
- Buddy (1997)
- Flypaper (1997)

## Diefstal
In december 2008 werd Cooks oudere halfbroer Darryl McCauley opgepakt voor het stelen van meer dan 1 miljoen euro van Cook. Tot november 2008 was McCauley nog zijn manager.
- Bibliothèque nationale de France: cb14166241q (data)
- Gemeinsame Normdatei: 143814346
- International Standard Name Identifier: 0000 0001 1624 3208
- Library of Congress Control Number: no2004107930
- MusicBrainz: c5539100-4631-42d2-9766-3157ed0a4035
- Nationale Bibliotheek van Tsjechië: xx0184605
- Nationale Bibliotheek van Polen: a0000001632935
- Nederlandse Thesaurus van Auteursnamen: 303580585
- Système universitaire de documentation: 185263674
- Virtual International Authority File: 39096955
- WorldCat: E39PBJmtDgmbqDcGBCWkVXqJDq